# Niklas Bäckström
Niklas Oskar Bäckström, född 13 februari 1978 i Helsingfors, är en finländsk ishockeymålvakt som har spelat för NHL-laget Calgary Flames. Han har tidigare spelat för Minnesota Wild. Bäckström vann William M. Jennings Trophy 2007 tillsammans med lagkamraten Manny Fernandez.
Bäckström fanns med i Finlands ishockeytrupp som vann silver vid Vinter-OS i Turin 2006 och deltog i Vinter-OS i Vancouver 2010 där Finland kom trea. Han spelade tidigare i det finländska ishockeylaget Kärpät där han under flera år var den bästa målvakten i SM-Liiga. Han har även representerat AIK i Elitserien. Bäckström är finlandssvensk.

## Spelarkarriär

### Finland
Bäckström vann juniorvärldsmästerskapet i ishockey 1998 som reservmålvakt för det finska landslaget, tillsammans med spelare som Olli Jokinen, Niklas Hagman, Mika Noronen, Niko Kapanen, Toni Dahlman och Eero Somervuori. Bäckström var den tredje målvakten för Finland i herrarnas turnering i ishockey vid olympiska vinterspelen 2006, men spelade inga matcher. I finska FM-ligan i ishockey spelade han för HIFK Hockey, SaiPa och Oulun Kärpät. Bäckström ledde Kärpät till två raka ligatitlar 2004 och 2005. Därefter skrev han på ett ettårskontrakt med Minnesota Wild i NHL den 1 juni 2006.

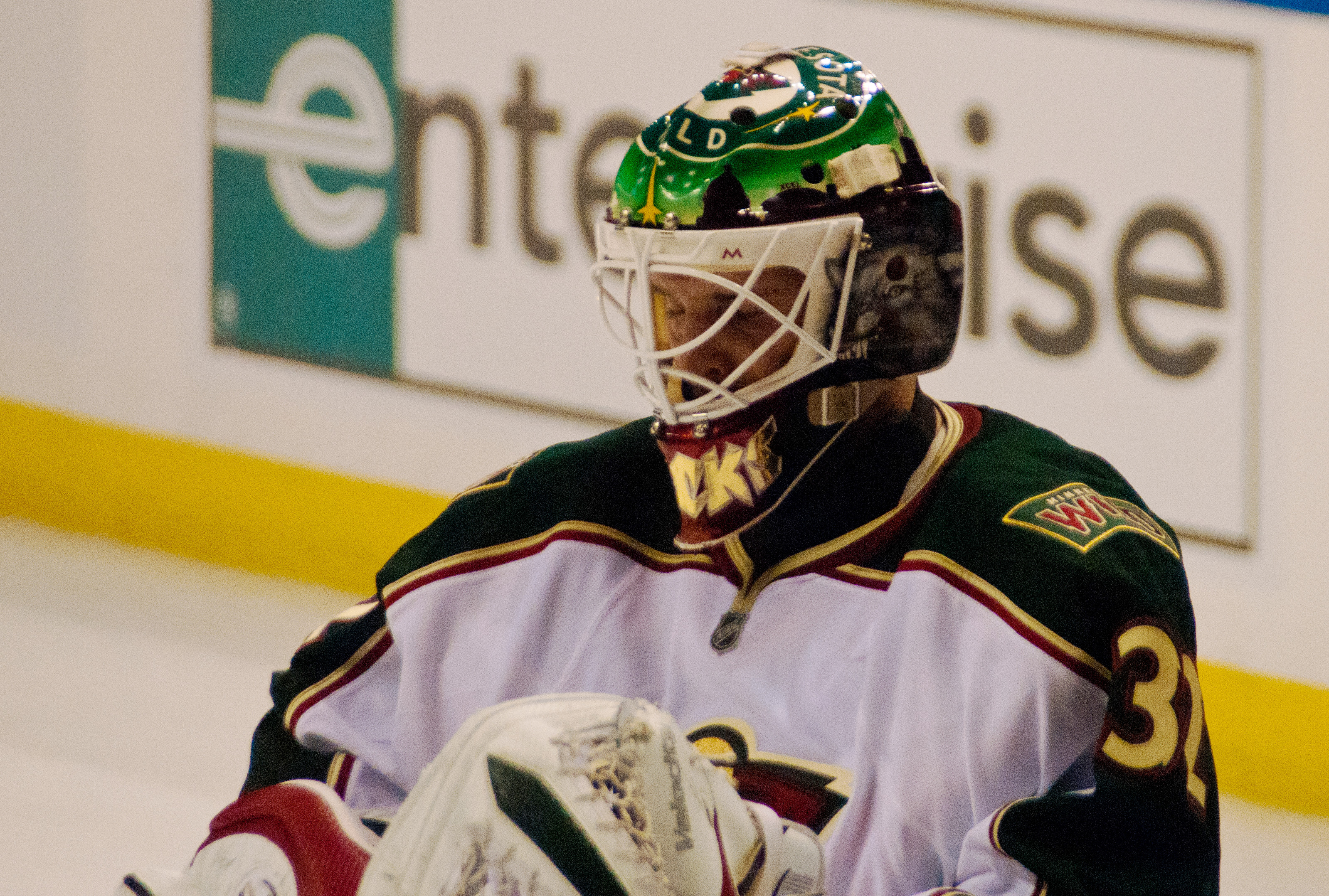
Bäckström 2011 som medlem i Minnesota Wild.

### Minnesota Wild
I början av National Hockey League 2006/2007 var Bäckström backup för Minnesota Wilds målvakt, Manny Fernandez. Bäckström gjorde sin NHL-debut den 7 oktober 2006 och noterade sin första vinst i karriären i en 6–5 seger över Nashville Predators. I sin sjunde match i karriären fortsatte Bäckström att imponera när han spelade in sin första karriäravslutning med en 4–0-seger över Arizona Coyotes den 24 november 2006. Efter att Fernandez drabbats av en knäskada under mitten av säsongen tvingades Bäckström in i startpositionen. Han spelade exceptionellt bra under andra halvan av säsongen, och slutade som etta i NHL i både Goals Against Average (GAA) och save percentage, samtidigt som han slog Dwayne Rolosons lagrekord med 5 avslutningar på bara 36 starter.
Sedan Fernandez hade gått över till Boston Bruins 2007 blev Bäckström Minnesotas startmålvakt. Han spelade in 33 segrar under National Hockey League 2007/2008 och var starter för Minnesotas första omgång i 2008 års Stanley Cupslutspel mot Colorado Avalanche, som Colorado vann på sex matcher.
Även om han skulle bli en obegränsad free agent den 1 juli 2009, skrev Bäckström på ett fyraårigt kontrakt på 24 miljoner dollar den 3 mars 2009, för att stanna kvar i Wild. Trots Bäckströms 37 vinster och starka målvaktsspel kvalificerade sig inte Wild till slutspelet 2009. Den säsongen slutade Bäckström som tvåa för Vézina Trophy, tilldelad NHL:s främste målvakt. 2012 spelade Bäckström mycket bra första halvan av säsongen och Wild hade chans att ta sig till slutspel. Men under andra halvan av säsongen föll Bäckström och drabbades av skador då Wild misslyckades med att ta sig till slutspel.

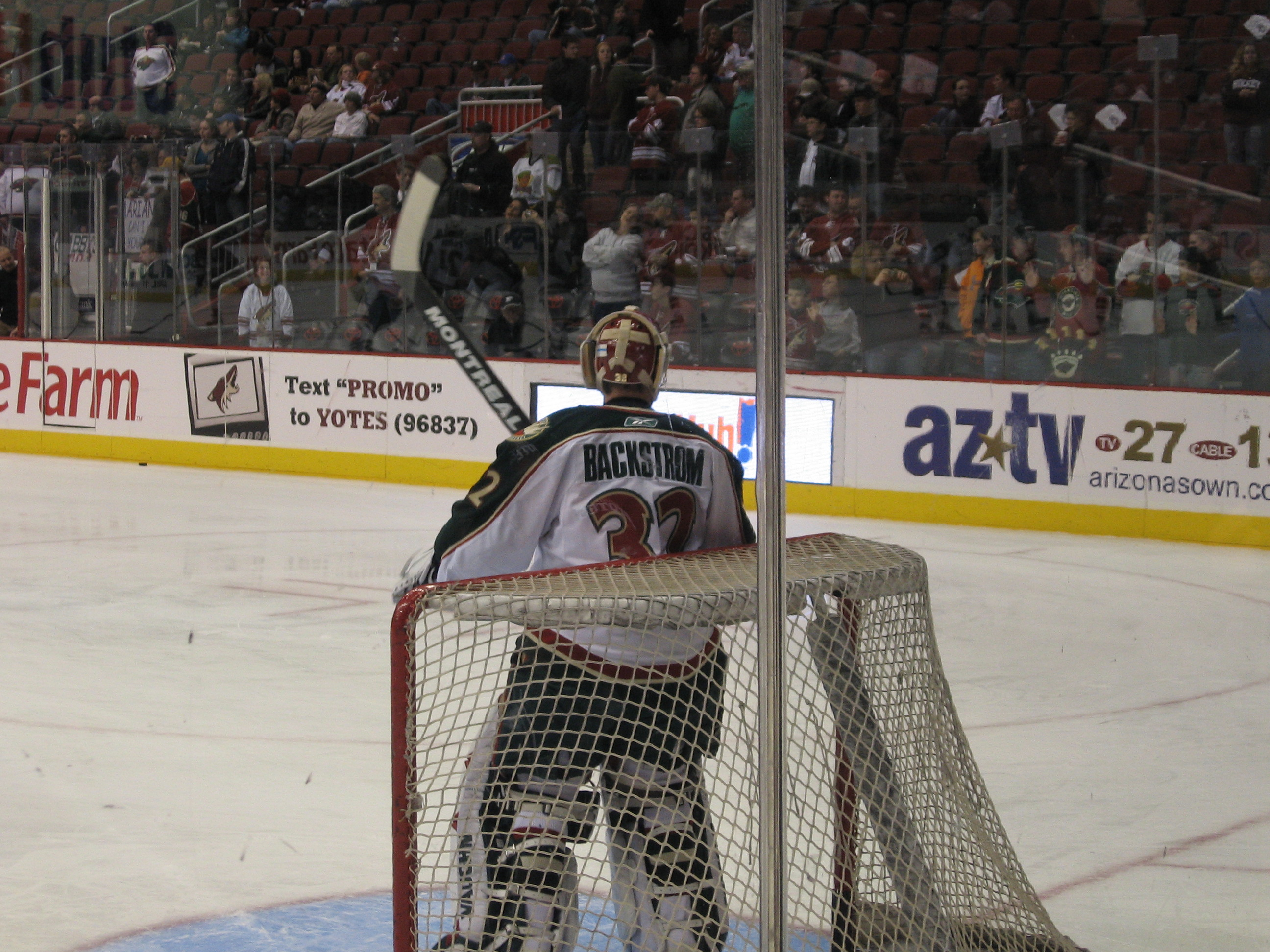
Bäckström år 2007

### Bäckström år 2007
Under de följande säsongerna spelade Bäckström on-and-off med målvakterna Ilya Bryzgalov, Darcy Kuemper och Devan Dubnyk till Wild. Säsongen 2015–2016 var han ofta en frisk repa när Kuemper klädde sig som Dubnyks backup.

### Calgary Flames
Efter att ännu inte ha dykt upp i någon konkurrenskraftig match med Wild under säsongen 2015–2016, byttes Bäckström den 29 februari 2016 till Calgary Flames (tillsammans med ett draftval i 2016 års NHL Entry Draft) i utbyte mot forwarden David Jones. Han var med i fyra matcher för Flames och noterade två segrar och två förluster.

### Återkomst till Finland
Den 10 juni 2016 avslutade Bäckström i praktiken sin NHL-karriär efter att, som blivande free agent, ha skrivit på ett ettårskontrakt med den tidigare klubben HIFK i Finland.

## Privatliv
Bäckström och hans fru Heidi har två barn.